# 월간 드래곤 에이지
월간 드래건 에이지(일본어: 月刊ドラゴンエイジ 겟칸도라곤에이지[*])는 후지미 쇼보에서 간행하는 일본의 소년 만화 잡지이다. 매달 9일에 간행된다. 이전부터 간행되어오던 월간 코믹 드래곤과 월간 드래곤 주니어를 2003년 4월에 합병한 것이 이 만화잡지이다.